# Þráinsdóttir
Þráinsdóttir ist ein isländischer Name.

## Bedeutung
Der Name ist ein Patronym und bedeutet Tochter des Þráinn. Die männliche Entsprechung ist Þráinsson (Sohn des Þráinn).

## Namensträgerinnen
- Ólöf Þráinsdóttir (* 1945), isländische Schachspielerin
- Sonný Lára Þráinsdóttir (* 1986), isländische Fußballtorhüterin